# Cymbopogon schoenanthus
Cymbopogon schoenanthus är en gräsart som först beskrevs av Carl von Linné, och fick sitt nu gällande namn av Spreng.. Cymbopogon schoenanthus ingår i släktet Cymbopogon, och familjen gräs. Utöver nominatformen finns också underarten C. s. proximus.